# 94 (số)
94 (chín mươi bốn) là một số tự nhiên ngay sau 93 và ngay trước 95.